# Кійовське-Новіни
Кійовське-Новіни (пол. Kijowskie Nowiny) — село в Польщі, у гміні Слесін Конінського повіту Великопольського воєводства.
Населення — 98 осіб (2011).
У 1975-1998 роках село належало до Конінського воєводства.

## Демографія
Демографічна структура станом на 31 березня 2011 року:
|          | Загалом | Допрацездатний вік | Працездатний вік | Постпрацездатний вік |
| -------- | ------- | ------------------ | ---------------- | -------------------- |
| Чоловіки | 48      | 14                 | 31               | 3                    |
| Жінки    | 50      | 15                 | 27               | 8                    |
| Разом    | 98      | 29                 | 58               | 11                   |